# Vuelta a Burgos Feminas
Vuelta a Burgos Feminas – kobiecy kolarski wyścig etapowy rozgrywany corocznie od 2015. Od 2019 jest częścią cyklu najważniejszych zawodów kolarskich dla kobiet – UCI Women’s World Tour.
Oprócz wyścigu kobiecego rozgrywany jest również wyścig męski, należący do cyklu UCI ProSeries.

## Zwycięzcy
Opracowano na podstawie:
| Rok  | Pierwsze                  | Drugie               | Trzecie                   |          |
| ---- | ------------------------- | -------------------- | ------------------------- | -------- |
| 2015 | Belén López               | Gloria Rodríguez     | Yulia Ilyinykh            |          |
| 2016 | Margarita Victoria García | Anna Kiesenhofer     | Eider Merino              |          |
| 2017 | Eider Merino              | Femke Verstichelen   | Roos Hoogeboom            |          |
| 2018 | Beatriu Gómez Franquet    | Henrietta Colborne   | Enara López Gallastegi    |          |
| 2019 | Stine Borgli              | Soraya Paladin       | Margarita Victoria García |          |
| 2020 | odwołany                  | odwołany             | odwołany                  | odwołany |
| 2021 | Anna van der Breggen      | Annemiek van Vleuten | Demi Vollering            |          |
| 2022 | Juliette Labous           | Évita Muzic          | Demi Vollering            |          |
| 2023 | Demi Vollering            | Shirin van Anrooij   | Ashleigh Moolman-Pasio    |          |
| 2024 | Demi Vollering            | Évita Muzic          | Karlijn Swinkels          |          |
| 2025 |                           |                      |                           |          |